# Ло-тога
Ло-тога — один из восточновануатских языков, на котором говорят около 580 человек, живущие на островах Ло и Тога в группе островов Торрес на севере Вануату.

## Фонология
В языке ло-тога существует 13 фонетических гласных. Они включают в себя 8 монофтонгов: /i e ɛ a ə ɔ o ʉ/ и 5 дифтонгов: /i͡e i͡ɛ i͡a o͡ə o͡ɔ/.
|                         | Монофтонги    | Монофтонги   | Монофтонги     |              | Дифтонги | Дифтонги |
| Переднего ряда          | Среднего ряда | Заднего ряда | Переднего ряда | Заднего ряда |          |          |
| ----------------------- | ------------- | ------------ | -------------- | ------------ | -------- | -------- |
| Верхнего подъёма        | i             | ʉ            |                |              |          |          |
| Средне-верхнего подъёма | e             |              | o              | i͡e           |          |          |
| Среднего подъёма        | ə             | ə            | ə              |              | o͡ə       |          |
| Средне-нижнего подъёма  | ɛ             |              | ɔ              | i͡ɛ           | o͡ɔ       |          |
| Нижнего подъёма         | a             | a            | a              | i͡a           | i͡a       |          |

## Грамматика
Ло-Тога представляет различные формы сериальной глагольной конструкции.
Система личных местоимений противопоставляет инклюзивность и различает три числа (единственное, дуальное, множественное).